# پردیس سینمایی بهمن سنندج
سینما بهمن یک مجموعه سینمایی دارای ۷ سالن سینمایی در شهر سنندج است. 
این سینما با هفت سالن نمایش در خیابان فردوسی سنندج قرار دارد.

## تاریخچه
سینما بهمن در سال ۱۳۵۰ با نام «سینما شهرفرنگ» به ظرفیت ۹۶۰ نفر توسط اردشیر یارمحمدی ساخته شد. این سینما در آن زمان مجهز به آپارات‌های زغالی بود. آغاز به کار سینما در اواخر سال ۱۳۵۰ با نمایش فیلم مردی از جنوب شهر بود، اما در نوروز سال ۱۳۵۱ خورشیدی با نمایش فیلم لیلی و مجنون به طور رسمی افتتاح شد.

«سینما شهرفرنگ» پس از انقلاب به «سینما قدس» تغییر نام داد، اما پس از پایان جنگ به نام «سینما بهمن» نامیده شد. در سال ۱۳۷۴ در طبقه بالای این سینما یک سالن کوچک نمایش فیلم به نام «سالن سیروان» ساخته شد که کار خود را با نمایش فیلم گبه آغاز کرد.

سینما بهمن از سال ۱۳۸۵ تا مهر ماه ۱۳۹۱ به مدت ۶ سال به دلیل بازسازی تعطیل بود. در این مدت «سینما شیدا» تنها سینمای شهر سنندج بود. برای بازسازی این سینما مبلغ ۴ میلیارد تومان صرف شد و سالن بزرگ این سینما به سه سالن تقسیم شد که روی هم رفته ۷۶۰ صندلی را شامل می‌شود. سالن اصلی مجموعه ۵۷۰ نفر، سالن شماره دو ۱۳۰ نفر و سالن شماره سه ۶۰ نفر ظرفیت دارند. سینما بهمن پس از بازسازی به سیستم پخش صدای دالبی و امکانات نوین نمایش فیلم مجهز شده است.